# Casimir Douglas Zdanowicz, Sr.
Casimir Douglas Zdanowicz, Sr. (* 22. Februar 1851 im Elsass; † 3. Oktober 1889 in Nashville) war ein US-amerikanischer Germanist und Romanist polnisch-französischer Herkunft.

## Leben und Werk
Zdanowicz Senior, Sohn eines emigrierten polnischen Adligen und seiner deutschen Ehefrau, wuchs im Elsass und ab dem Alter von 12 Jahren in Paris auf. Er wurde Journalist und kam als solcher nach New York, kehrte aber 1870 für den Kriegsdienst im Deutsch-Französischen Krieg nach Frankreich zurück und kämpfte unter Charles Denis Bourbaki. Nach dem Krieg unterrichtete er in Paris, wechselte jedoch wieder in die Vereinigten Staaten, heiratete in Gallatin (Tennessee) und lehrte am Kentucky Wesleyan College in Millersburg, dann am Shorter College (heute Shorter University) in Rome (Georgia). Von 1886 bis zu seinem frühen Tod (an Typhus) 1889 war er Professor für moderne Fremdsprachen (Deutsch und Französisch) an der Vanderbilt University in Nashville. Es liegen keine selbständigen Veröffentlichungen vor.
Casimir Douglas Zdanowicz, Sr. war der Vater des Romanisten Casimir Douglass Zdanowicz, Jr., mit dem er nicht verwechselt werden darf.